# 馬淵昌也
馬淵 昌也（まぶち まさや、1957年11月1日 - ）は、日本の東洋学者、政治家。千葉県一宮町長（2期）。学者としての専門は中国思想史（陽明学、仏教学）。

## 来歴

### 学歴・研究歴
横浜市立戸塚小学校、栄光学園中学校、同高等学校卒業。
1980年（昭和55年）3月、東京大学文学部卒業。同大学院進学。1983年から国費留学生として2年間、北京大学に留学。1988年、東京大学大学院人文科学研究科博士課程中国哲学専門課程を中途退学。2006年、駒澤大学大学院人文科学研究科仏教学専攻博士後期課程満期退学。
2009年、国立清華大学（台湾）客員研究員。2010年、ハーバード大学東アジア言語文明学科訪問学者。2012年、北京師範大学哲学系訪問学者。

### 教職歴
1988年、東京大学文学部助手に就任。1991年、専修大学経済学部専任講師に転籍。1993年、同助教授に昇任。1998年、学習院大学外国語教育研究センター教授に就任。
2016年3月、学習院大学を退職。

### 政治歴
2016年5月15日に行われた一宮町長選挙に立候補し、現職の玉川孫一郎、元衆議院議員の金子健一らを破り初当選を果たした。5月26日、第17代町長就任。
2020年、元町長の玉川孫一郎、元町議の小林正満らを破り再選。

## 著作リスト

### 書籍
- 『東アジアの陽明学 - 接触・流通・変容-』（編著、東方書店、2011年）
- 『東亞的靜坐傳統』（楊儒賓・艾皓德と共編著、国立台湾大学出版中心、2012年）
- 『哲学から文献学へ: 後期帝政中国における社会と知の変動』（B.A.エルマン著、林文孝・本間次彦・吉田純と共訳・訳者解説、知泉書館、2014年）
- 『華厳経綱要校釋』（林鳴宇と共著、上海辭書出版社、2017年）

### 論文
- CiNii>馬淵（渕）昌也